# Centro Panamericano de Markham
El Centro Panamericano de Markham es un centro comunitario de usos múltiples y deportes acuáticos, situado en el nuevo centro de la ciudad de Markham, Ontario, Canadá. La instalación ha sido diseñada para acoger los eventos de bádminton, tenis de mesa y waterpolo para los Juegos Panamericanos de 2015, que se celebraron en las cercanías de Toronto.
Durante los Juegos Panamericanos y Parapanamericanos de 2015, el recinto deportivo se conoció como Centro Panamericano / Parapanamericano de Markham Atos.

## Descripción
Los 13.657 metros cuadrados (147.000 pies cuadrados) del centro multifuncional comprende tres gimnasios para entrenamiento, competencias y uso para la comunidad, así como una piscina de tamaño olímpico de 50 metros con 10 carriles para natación. El edificio se convirtió en la primera sede que se construirá para los Juegos Panamericanos de 2015 en haber presentado su diseño y el inicio oficial de las obras fue el 9 de octubre de 2012. El costo del centro fue de aproximadamente C$78 millones de dólares canadienses para su construcción y su apertura oficial fue el 23 de noviembre de 2014.
El edificio del gimnasio triple cuenta con 12 pistas de bádminton, 6 de voleibol, 2 canchas de baloncesto, y el techo tiene 12,5 metros de altura (41 pies) que cumple con los requisitos internacionales de altura de la BWF y la FIVB para bádminton y voleibol. La sala de calentamiento adyacente al gimnasio principal cuenta con 3 pistas de bádminton, 1 de voleibol y 1 cancha de baloncesto.